# Castelo de Torres Novas

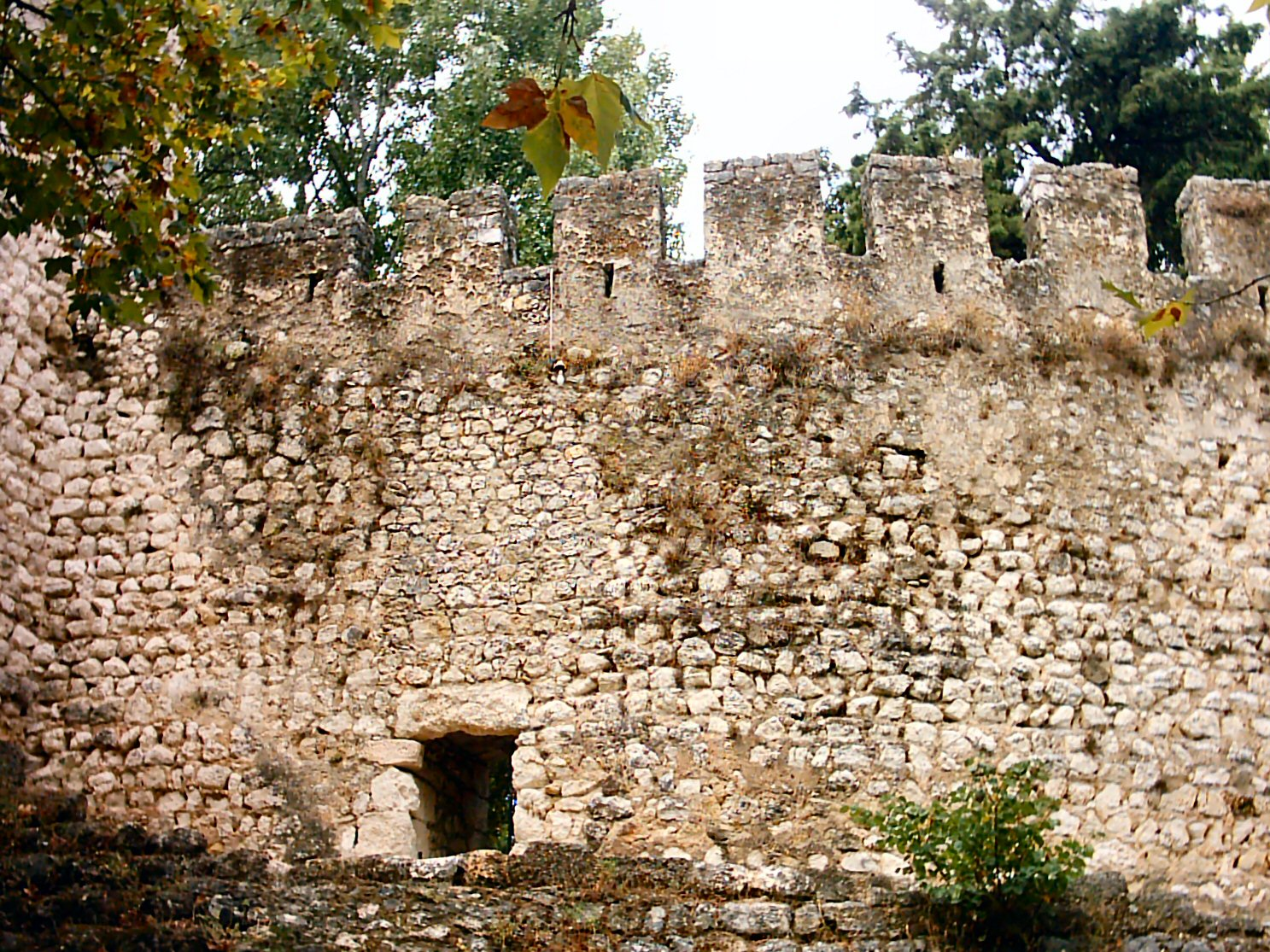
Castelo de Torres Novas: aspecto das muralhas.

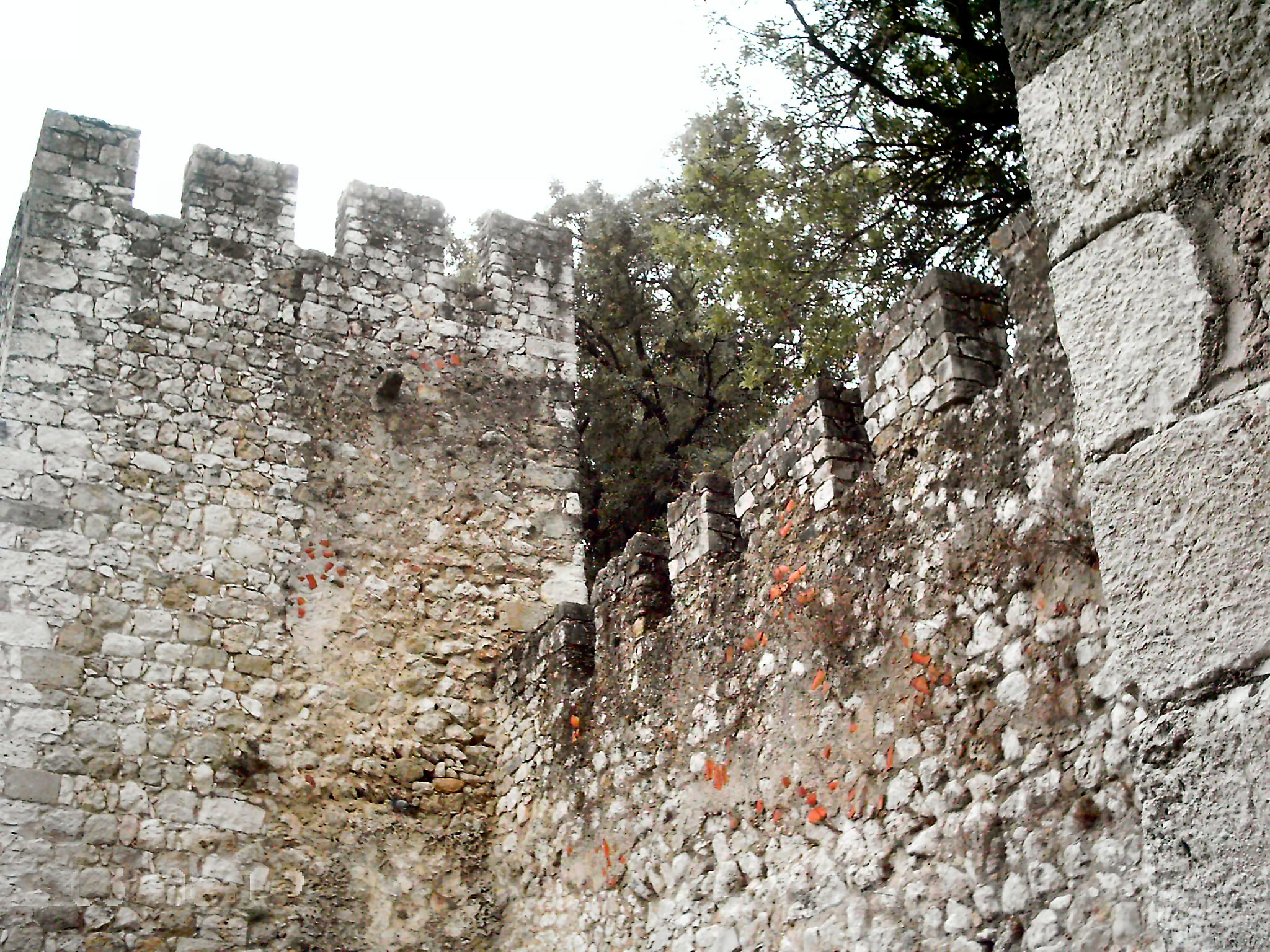
Castelo de Torres Novas: aspecto das muralhas.

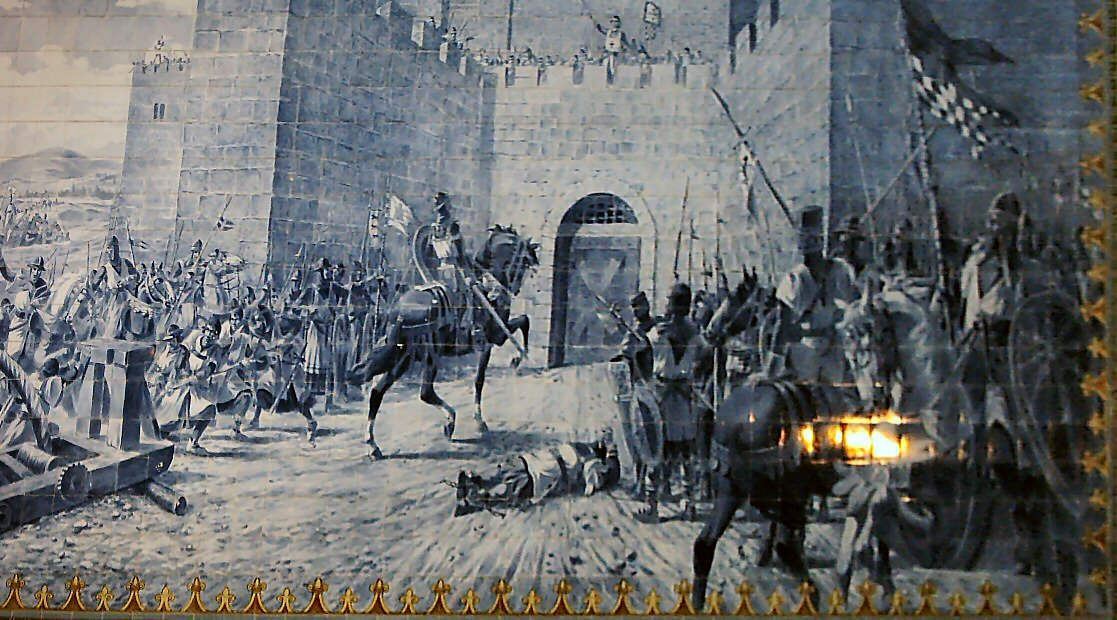
Painel de azulejos representando o cerco ao castelo em Torres Novas.

O Castelo de Torres Novas localiza-se na freguesia de São Pedro, Lapas e Ribeira Branca, município de Torres Novas, no distrito de Santarém, em Portugal.
Em posição dominante sobre a vila, à margem do rio Almonda, integrante da chamada Linha do Tejo, o antigo castelo medieval permanece como ex-libris da povoação.
O Castelo de Torres Novas está classificado como Monumento Nacional desde 1910.

## História

### Antecedentes
A primitiva ocupação humana do sítio de Torres Novas é objeto de controvérsias, sendo atribuída por alguns autores tradicionalmente aos Gregos (denominada como Neupergama ou Kaispergama) e aos Romanos (denominada como Nova Augusta). Outros ainda, atribuem a fundação da povoação aos Celtas, em 308 a.C.
A julgar pelos vestígios arqueológicos da presença romana na região, seria plausível admitir uma ocupação militar do outeiro, controlando a via que comunicava Conímbriga a Olisipo (Lisboa). Mais recentemente aqui foram colocadas a descoberto as ruínas de uma povoação romana, a Vila Cardilium.

### O castelo medieval
É certo que aqui existia uma povoação Muçulmana à época da Reconquista cristã da Península Ibérica, cuja posse deve ter oscilado ao sabor dos avanços e recuos da linha fronteiriça. Embora se acredite que uma conquista inicial remonte a 1135, perdida em 1137, no contexto da fundação e primeira destruição de Leiria, as fontes documentais são acordes em que Turris foi definitivamente conquistada pelas forças sob o comando de D. Afonso Henriques (1112–1185) em 1148, na seqüência das conquistas de Santarém e Lisboa, no ano anterior. Séculos mais tarde, o feito assim seria descrito:
Ganharão-se as Villas de Abrãtes e Torres Novas, ambas muyto fortes em o sitio, fermeza de muros e castellos (…). (Frei António Brandão, Monarquia Lusitana, 1632).
Admite-se que o soberano ter-lhe-á promovido reforços nas defesas, ou mesmo iniciado a reconstrução do castelo, quando a povoação terá acrescida à sua toponímia a designação "Novas", distinguindo-a da homônima, no Distrito de Lisboa, que passou a ser conhecida como Torres "Velhas" (Torres Vedras). Desse modo, embora figure como "Torres" em documento de 1159, no testamento do soberano, datado de 1179, já figura como "Torres Novas".
Em 1184, as forças do califa almóada Abu Iacube Iúçufe I (r. 1163–1184) acamparam no local até hoje conhecido como Arraial, a sudeste da povoação. Dali assaltaram a vila, arrasando a sua fortificação, dirigindo-se em seguida para Santarém. No assédio a esta, vieram a ser derrotados, vindo o emir a falecer em consequência dos ferimentos recebidos na ocasião.
Na narrativa da história do culto a Nossa Senhora do Ó no país, surgido nesta povoação, é referido que a imagem aqui adorada também o era sob a designação de Nossa Senhora da Alcáçova, por ter sido recuperada em uma gruta ou concavidade achada pelos trabalhadores quando da abertura dos alicerces para a edificação (ou reedificação) do castelo, por volta de 1187, sob o reinado de D. Sancho I (1185–1211).
Ainda sob o reinado deste soberano, possivelmente com as obras do castelo ainda em progresso, a povoação sofreu novo assalto das forças almóadas, agora sob o comando de Iacube Almançor, irmão do falecido Iúçufe, vindo a cair após um cerco de dez dias (1190). Deixando guarnição em Torres Novas, as tropas daqui se dirigem ao assédio a Tomar. As forças de D. Sancho I devem ter retomado Torres Novas meses mais tarde de tal forma que, visando incrementar o seu povoamento e defesa, o soberano passou-lhe o primeiro foral, a 1 de Outubro desse mesmo ano, determinando a reconstrução da fortificação.
Dinis I de Portugal (1279–1325), com o mesmo fim, fundou entre Tomar e a Golegã as póvoas da Atalaia, Tajeira e Asseiceira. Também doou os domínios de Torres Vedras e o seu castelo à Rainha Santa Isabel, ao encontrá-la em São Bartolomeu de Trancoso. Esses domínios viriam a passar posteriormente aos Infantes e deles ao Infante D. Jorge, conservando-se na Casa de Aveiro, vindo a elevar-se à categoria de ducado de Torres Novas.
Após as lutas com Castela, na segunda metade do século XIV, em particular o assédio de 1372, o castelo sofreu obras de ampliação sob o reinado de D. Fernando (1367–1383), época em que foi ampliada a cerca da vila. Os trabalhos foram iniciados em 2 de Janeiro de 1374, conforme inscrição epigráfica, e concluídos em 1376, conforme outra inscrição epigráfica sobre o antigo Arco do Salvador:
"O mui nobre rei D. Fernando mandou fazer esta obra a Lourenço Pais, de Santarém, juíz por el-rei, e foi acabada na era de 1414 (1376) anos e desta obra foi mestre Estêvao Domingues, pedreiro, que isto fez e lavrou."
Durante a crise de 1383–1385, aqui se recolheram as forças de João I de Castela, em Outubro de 1384, regressando do baldado cerco a Lisboa naquele ano. No ano seguinte, as forças de João I de Portugal (1385–1433), assaltaram Torres Novas, forçando a guarnição castelhana da vila a recolher-se ao castelo. Meses mais tarde, com os portugueses vitoriosos na batalha de Aljubarrota, Torres Novas tomou o partido por Portugal recebendo como Alcaide-mor a Antão Vasques.

### Do século XVIII aos nossos dias
Com a perda de expressão da vila frente a outros núcleos nos séculos seguintes, o castelo mergulhou na obscuridade.
No século XVIII foi severamente abalado pelo terramoto de 1755, de tal modo que veio a ser permanentemente abandonado. Na ocasião ruíram quatro das torres e diversos troços da muralha medieval.
Novos danos foram registados no início do século XIX, durante a Guerra Peninsular, quando da ocupação da vila pelas tropas napoleónicas. Com o crescimento da malha urbana, a cerca medieval foi quase que inteiramente demolida.
Considerado como Monumento Nacional por Decreto publicado em 23 de Junho de 1910), sofreu intervenção de consolidação e restauro na década de 1940, a cargo da Direcção-Geral dos Edifícios e Monumentos Nacionais (DGEMN). Posteriormente, na década de 1970, novas obras vieram a recuperar a Alcaidaria.
Hoje bem conservado, encontra-se aberto à visitação pública. No biénio de 2005-2006, a Câmara Municipal promoveu um novo projeto de recuperação física e paisagística do monumento e seu entorno, visando dotar a cidade de uma área de lazer valorizando o seu elemento histórico e patrimonial mais importante. O projeto contemplou a construção de circuitos pedonais, ajardinamento e reflorestamento, iluminação, entre outras intervenções.
Em meados de 2011 a muralha fernandina começou a ser recuperada, no âmbito do programa de ação "Regeneração Urbana do Centro Histórico". Ao custo de 308 mil euros, a intervenção consistiu na limpeza da muralha, nomeadamente a remoção de vegetação, enchimento das juntas entre as pedras e reconstrução nos pontos em que se encontra degradada. Os trabalhos iniciaram-se pelo troço entre os Paços do Concelho e a Igreja do Salvador.

#### Elevador
Em fevereiro de 2022, foi aprovada a abertura de concurso público de empreitada de construção de um elevador de acesso ao castelo com um valor base fixado em 300 000 euros e prazo de execução de 210 dias. Propõe-se uma estrutura de betão armado aparente, em que todas as faces visíveis sejam desativadas, conseguindo uma textura mais próxima da pedra, com as antecâmaras do corpo do elevador a serem convenientemente iluminadas através de aparelhos. 
Frente ao corpo do elevador, propõe-se ainda a construção de um acesso alternativo por escada e um passadiço metálico que liga o patamar do elevador à porta do Castelo. As guardas com prumos verticais em varão de aço e o corrimão em perfil de aço retangular, serão devidamente metalizados e pintados, com a iluminação LED a ser integrada na solução a adotar para o corrimão. Os patamares dos pisos do elevador e o tabuleiro metálico do passadiço serão revestidos com lajetas de betão pré-fabricado, pretendendo-se que os inertes tenham características litológicas idênticas as que formam as muralhas.

## Características
O castelo, de planta aproximadamente retangular, apresentava muralhas guarnecidas primitivamente por nove torres, delimitando a praça de armas.
A cerca da vila era rasgada primitivamente por três portas, hoje desaparecidas, restando apenas um troço da mesma a Leste do castelo.

## A lenda de Gil Paes
Segundo a lenda local, à época da invasão castelhana de 1372, o Alcaide-Mor de Torres Novas, Gil Paes teve um de seus filhos aprisionado quando da tomada da vila pelo inimigo. Cercado o castelo, os castelhanos exigiram a sua entrega em troca do jovem. Diante da recusa do magistrado em entregar a praça que lhe foi confiada, assistiu à execução do filho diante das portas do castelo.